# Ruhestein-Bergrennen
Das Ruhestein-Bergrennen war ein Motorsportrennen und die erste Veranstaltung dieser Art in Deutschland nach dem Zweiten Weltkrieg.

## Geschichte
Das Bergrennen Obertal-Ruhestein fand am 21. Juli 1946 auf einer acht Kilometer langen Bergstrecke zwischen Baiersbronn-Obertal und der Passhöhe des Ruhesteins (915 m über NN) statt. Dabei gab es mehrere schwere Unglücke während des Trainings und des Rennens mit insgesamt drei Todesfällen. Die Veranstaltung wurde in den Folgejahren trotz großen Zuschauerinteresses (30.000 bis 50.000 Zuschauer) und großen Engagements des Veranstalters und der Gemeinde Baiersbronn nicht mehr durchgeführt.
Das Bergrennen wurde von der Süddeutschen Motor-Rennfahrer-Vereinigung (SMRV) unter Vorsitz des gebürtigen Karlsruhers Kurt Nitschky organisiert. Die französische Militärverwaltung erteilte die Renngenehmigung im Rahmen der Reeducation, der Wiedererziehung der Deutschen zu guten Demokraten und trug wesentlich dazu bei, dass dieses Motorsportevent Wirklichkeit werden konnte. Große Unterstützung erfuhr die Veranstaltung von den Gebrüdern Hammer aus Reutlingen. Rolf Hammer, der Jüngste der drei Brüder, war bei diesem Rennen einer der Sieger in der Motorradklasse bis 125 cm³.
Gesamtsieger des Rennens wurde Josef Faistenhammer aus Ismaning, der auf seiner Rudge mit 4 Minuten 52 Sekunden die schnellste Zeit des Tages fuhr. Der Stuttgarter Hermann Lang startete auf dem sogenannten Mille Miglia BMW auf Basis des stromlinienverkleideten BMW 328 und erzielte mit 4 Minuten 57 Sekunden die schnellste Zeit aller Sport- und Rennwagen. Bei den Motorrädern bis 350 cm³ siegte Nitschky aus Baiersbronn auf einer NSU mit einer Durchschnittsgeschwindigkeit von 94 km/h. In der 1000-cm³-Klasse errang der Münchner Werksfahrer Seppenhauser auf BMW den Klassensieg. Die Rennleitung hatte Georg "Schorsch" Meier inne.
Bei der Rennstrecke handelte es sich um einen anspruchsvollen Bergparcours mit zahlreichen Spitzkehren, Steigungen und abschüssigen Abschnitten, der höchste Anforderungen an das fahrerische Können der Teilnehmer stellte und letztlich zu den benannten schweren Unfällen führten.
Seit 2013 wird in Erinnerung an das Ruhestein-Bergrennen von 1946 mit der "Baiersbronn Classic" eine anspruchsvolle "Oldtimerrallye für Genießer" durchgeführt. Innerhalb von drei Tagen gilt es rund 20 Wertungsprüfungen zu absolvieren. 2015 starteten über 130 Teams.